# アカシア (レミオロメンの曲)
「アカシア」は、日本のロックバンド・レミオロメンのメジャー3作目（通算4作目）のシングル。

## 概要
- 前作「3月9日」から約2ヶ月ぶりのシングル。
- 今作からシングルとしては初めてプロデュース表記に小林武史が連名でクレジットされた[注 1]。
- 今作からカップリング曲が2曲となった。また、表題曲とカップリング1曲目にはメンバー以外のギタリストとして清水弘貴が参加している[注 2]。
- 今作で『ミュージックステーション』に2度目の出演を果たした[1]。
- オリコンチャート初登場17位を獲得。2作連続でトップ20入りを果たした。

## 収録曲
1. アカシア [4:21]
作詞・作曲：藤巻亮太
編曲：レミオロメン
2. 五月雨 [4:58]
作詞・作曲：藤巻亮太
編曲：レミオロメン
3. 夏前コーヒー [4:56]
作詞・作曲：藤巻亮太
編曲：レミオロメン

## 参加ミュージシャン
レミオロメン
- 藤巻亮太：Vocal & Guitar
- 神宮司治：Drums
- 前田啓介：Bass

サポートミュージシャン
- 清水弘貴：Guitar (#1,2)

## 収録アルバム
- ether [エーテル] (#1,2)
- VERSUS JAPANESE ROCK VS FPM SELECTED AND NON-STOP MIXED BY FPM (#1)

## カバー
- 藤巻亮太 - 2019年4月3日リリースの「RYOTA FUJIMAKI Acoustic Recordings 2000-2010」で2曲目の「五月雨」をセルフカバー。